# Oblaten van de Heiligen Gaudentius en Carolus
De congregatie van de Oblaten van de Heiligen Gaudentius en Carolus, en Missionarissen van Maria (Latijn: Congregatio Oblatorum Sanctorum Gaudentii et Caroli Novariae, afegekort O.SS.G.C.N) is een priesterbroederschap die in 1616 werd opgericht door Francesco Quagliotti. De broederschap is gewijd aan de heiligen Gaudentius van Novara en Carolus Borromeus. De orde kreeg in 1682 diocesane goedkeuring en in 1741 verkreeg de congregatie canonieke erkenning van paus Benedictus XIV. 
De Oblaten leggen zich toe op de opleiding van priesters, op het organiseren van retraites en spirituele oefeningen. Na de Tweede Wereldoorlog is de congregatie zich ook gaan toeleggen op de missie. Sinds 1957 hebben zij daarom aan hun naam en Missionarissen van Maria toegevoegd. 